# Douva
Douva est un village du Cameroun situé dans le département du Mayo-Tsanaga et la Région de l'Extrême-Nord, dans les monts Mandara, à proximité de la frontière avec le Nigeria. Il fait partie de la commune de Bourrha et du canton de Tchevi.

## Population
En 1966-1967 Douva comptait 391 habitants, principalement des Gude. Lors du recensement de 2005, 630 personnes y ont été dénombrées.

## Infrastructures
La localité dispose notamment d'un marché régional hebdomadaire le lundi.
En 1972 elle était inaccessible en voiture.